# Nikkō Tōshō-gū

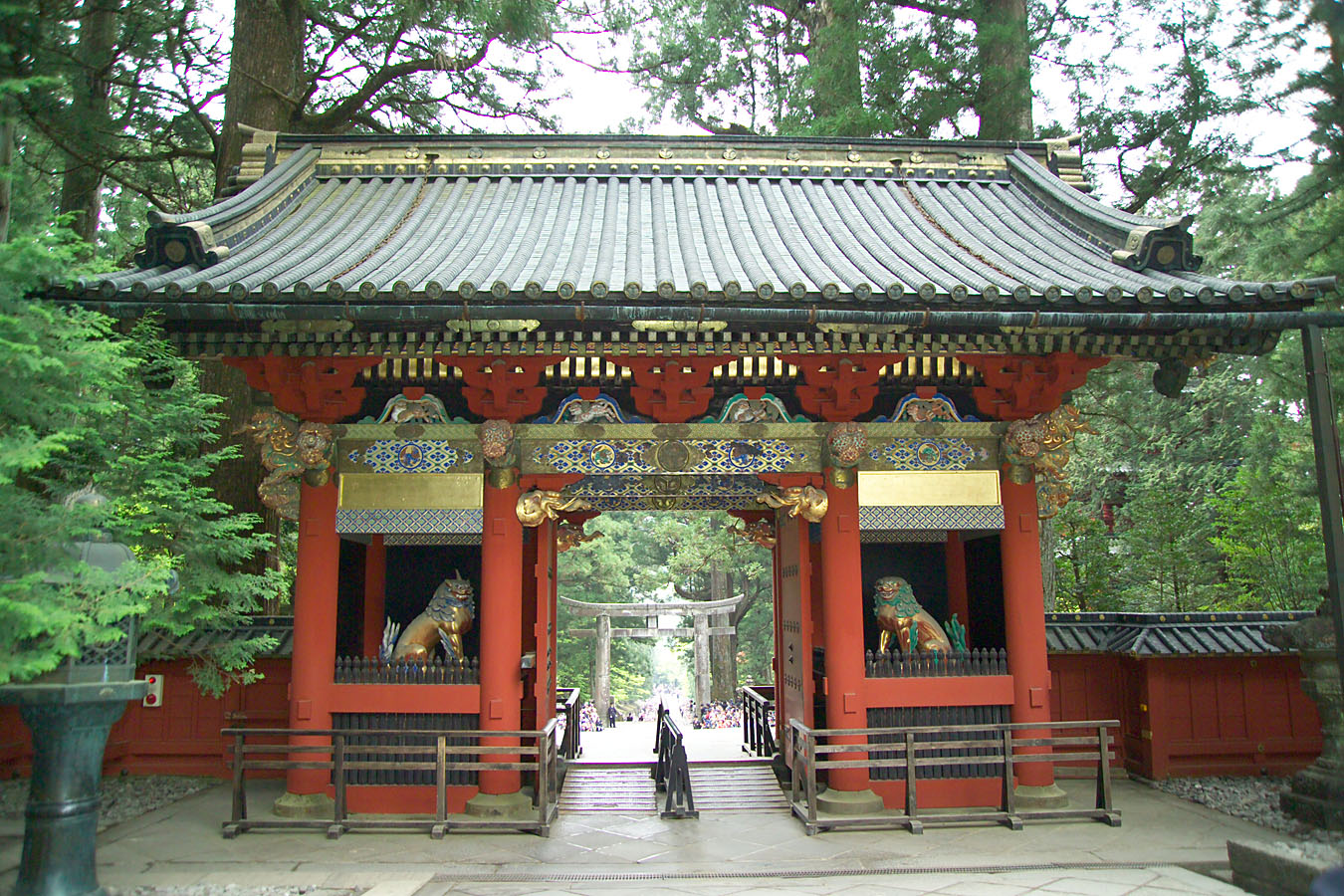
Blick zurück durch das Eingangs-Tor zum großen Torii auf dem Wege zum Schrein

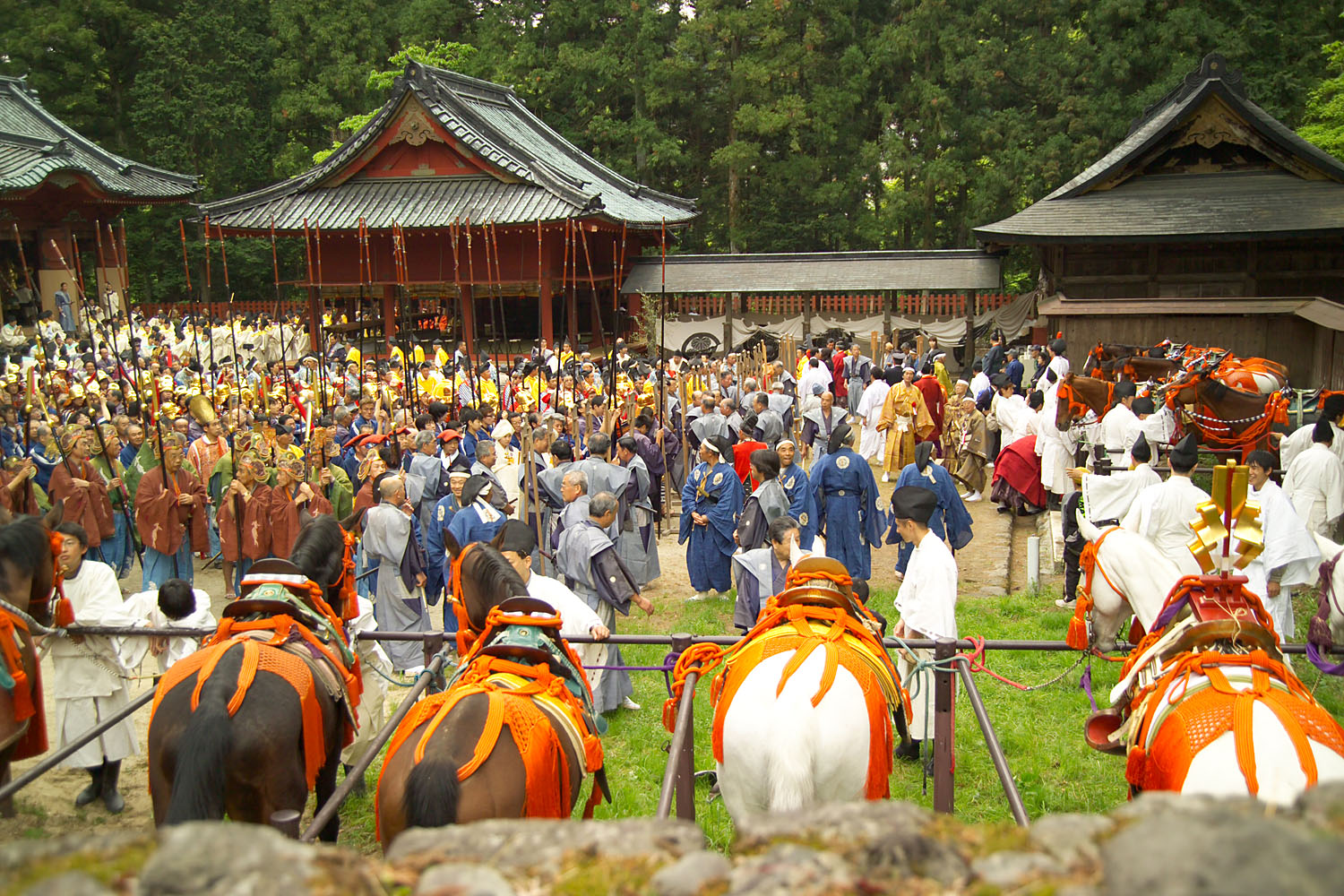
Teilnehmer an der Prozession der Tausend Krieger, Teil des Frühlings- und Herbst-Festes in der Umgebung des Nikkō Tōshō-gū

Nikkō Tōshō-gū (jap. 日光東照宮) ist ein Shintō-Schrein im Stadtteil Sannai der Stadt Nikkō in der Präfektur Tochigi in Japan. Er ist Tokugawa Ieyasu, dem Gründer der Tokugawa-Dynastie, gewidmet und wurde 1617 erbaut, als Ieyasus Sohn Hidetada Shōgun war. Er wurde vom dritten Shōgun, Tokugawa Iemitsu ausgebaut, dazu gehören die Hauptgebäude des heutigen Schreins. 1999 wurde er von der UNESCO mit anderen Schreinen und Tempeln in Nikkō zum Welterbe ernannt. Ieyasu wird im Nikkō Tōshō-gū verehrt, auch seine Überreste sind hier beigesetzt. Der Schrein ist der berühmteste aller Tōshō-gū in Japan.
Während der Edo-Zeit richtete das Tokugawa-Shōgunat staatliche Prozessionen von Edo bis zum Nikkō Tōshō-gū aus. Im jährlichen Frühlingsfest (am 17. und 18. Mai, bis 1951 am 1. und 2. Juni) und Herbstfest (am 17. Oktober) werden diese Begebenheiten nachgestellt und sind so bekannt als Prozession der Tausend Krieger (Sennin-gyōretsu).
Acht Gebäude des Schreins und zwei Schwerter, die Eigentum des Schreins sind, sind Nationalschätze Japans: Haupthalle (honden) samt Gebetshalle (haiden) und Verbindungskorridor (ishi-no-ma), das Haupttor Yōmei-mon (陽明門, „Tor des Sonnenlichts“) erbaut im Jahr 1636, das Chinesische Tor (karamon), zwei prunkvolle Ost-West-Mauern sowie zwei Rundgänge. 34 weitere Gebäude sowie weitere Gegenstände sind wichtige nationale Kulturgüter.
Hunderte von Steinstufen geleiten durch einen Sicheltannenwald aufwärts zum Grab Ieyasus im inneren Bezirk (Okunoin) des Schreins. Ein Torii ganz oben auf der Spitze weist Verzierungen auf, die man Tennō Go-Mizunoo zuschreibt. Die Überreste von Ieyasu werden in einer bronzenen Urne, im Freien und einem eigenen kleineren Schrein, dem Okusha Hōtō (奥社宝塔), verwahrt. Dieser war ursprünglich eine 1622 erbaute Pagode aus Holz, wurde dann 1641 durch ein neues Modell aus Stein ersetzt und nach einem Erdbeben 1683 aus Bronze neu aufgebaut, mit speziellen Konstruktionen versehen, um das Eindringen von Wasser zu verhindern. 
Besonders eindrucksvoll sind die vom Daimyō Matsudaira Masatsuna (er hatte unter den ersten drei Tokugawa-Shōgunen gedient) vor über 300 Jahren zum 32. Todestag von Ieyasu in einem Zeitraum von über 20 Jahren angepflanzten Sicheltannen auf dem Wege nach Nikkō, von denen es gegenwärtig noch mehrere tausend gibt.

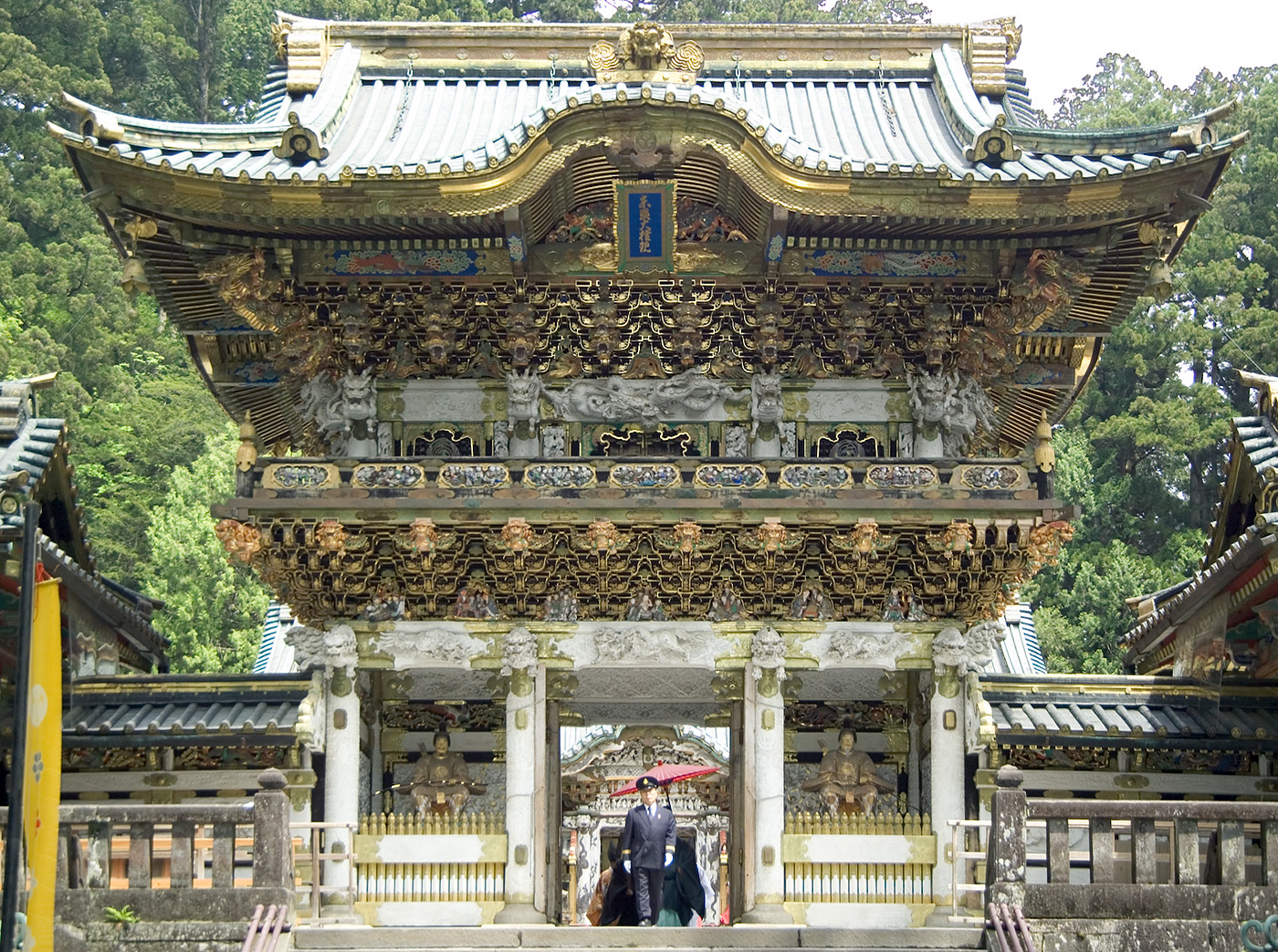
Yōmei-mon (Vorderseite)
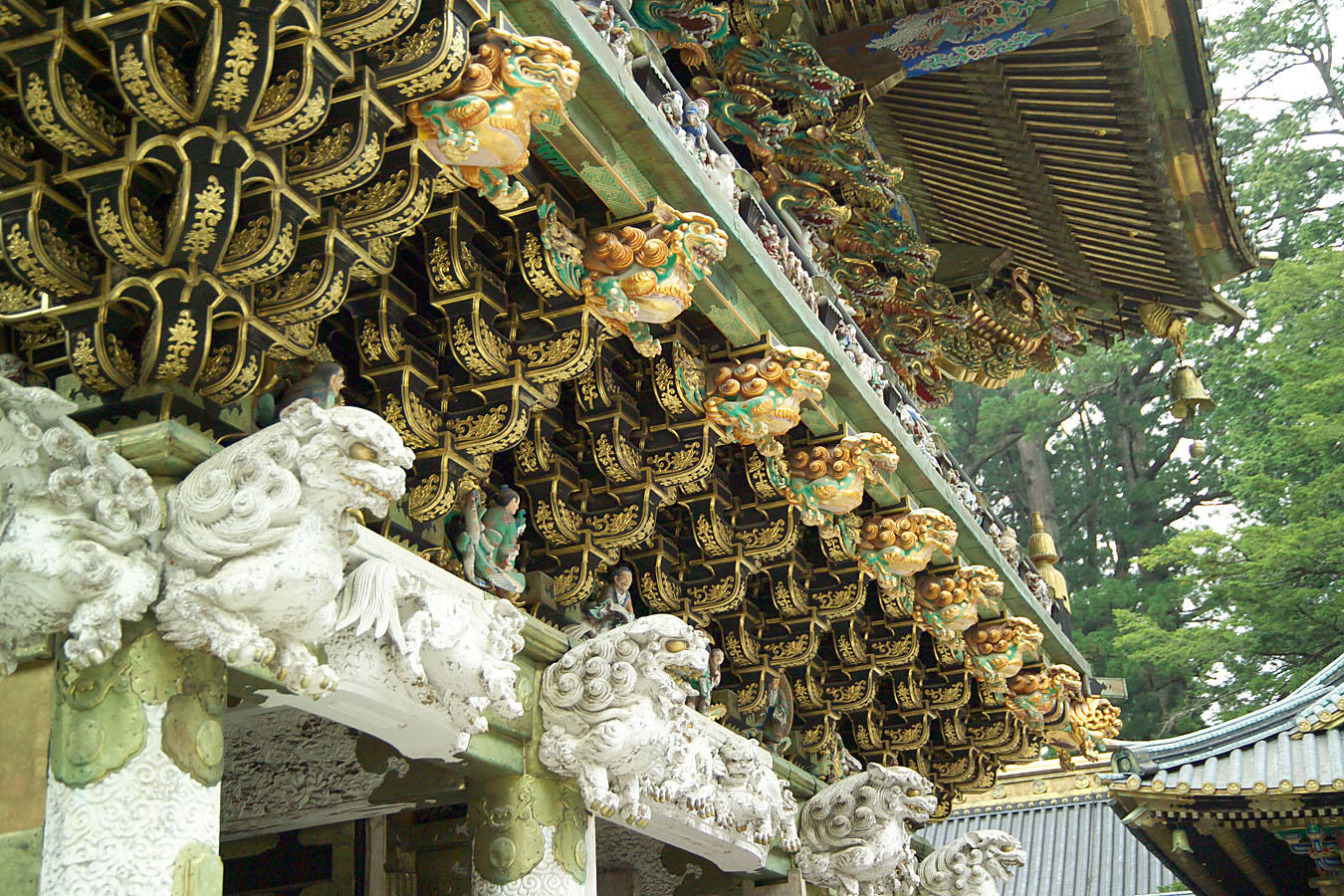
Nahansicht der Verzierungen am Yōmei-mon
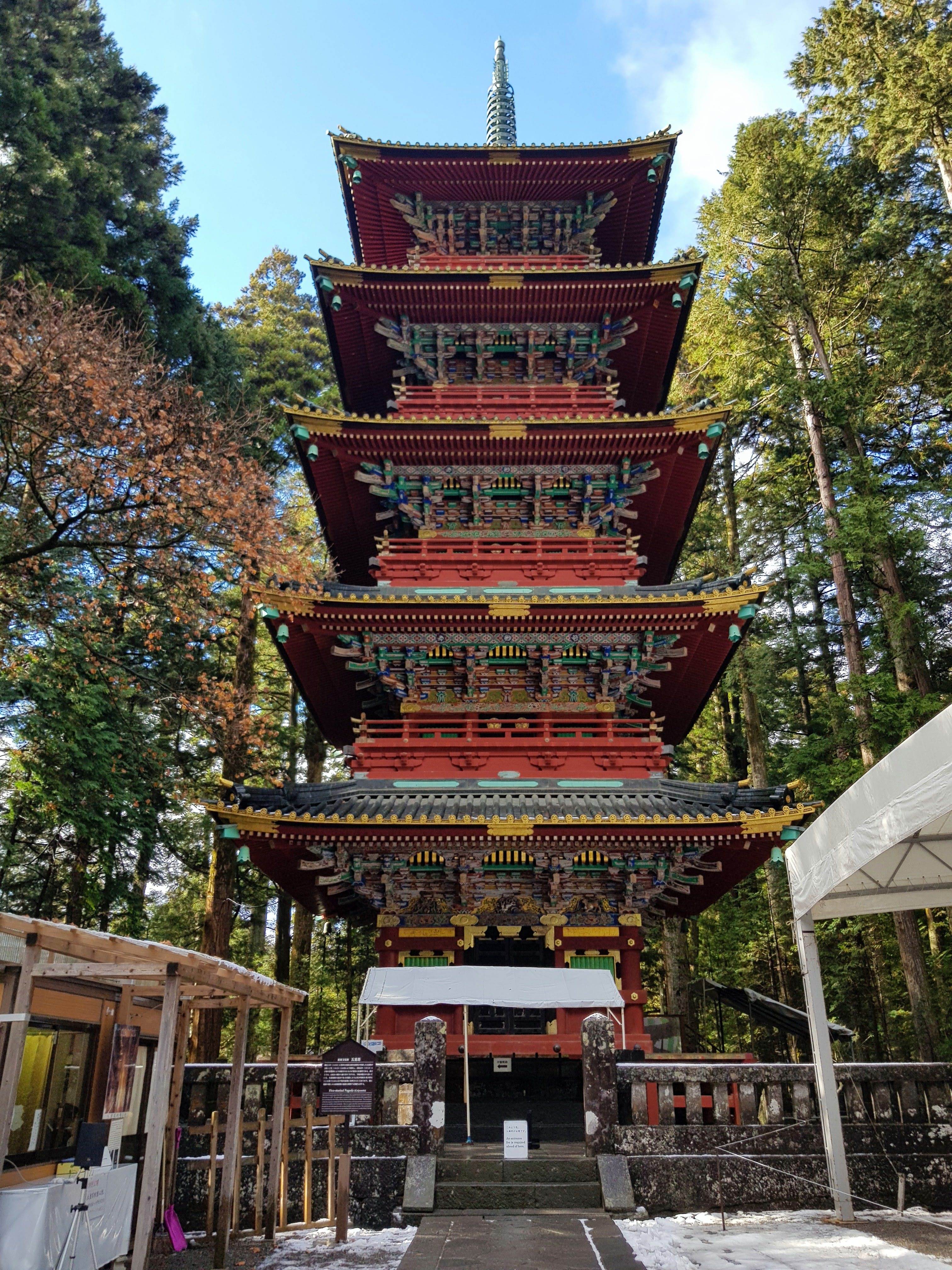
Gojūnotō
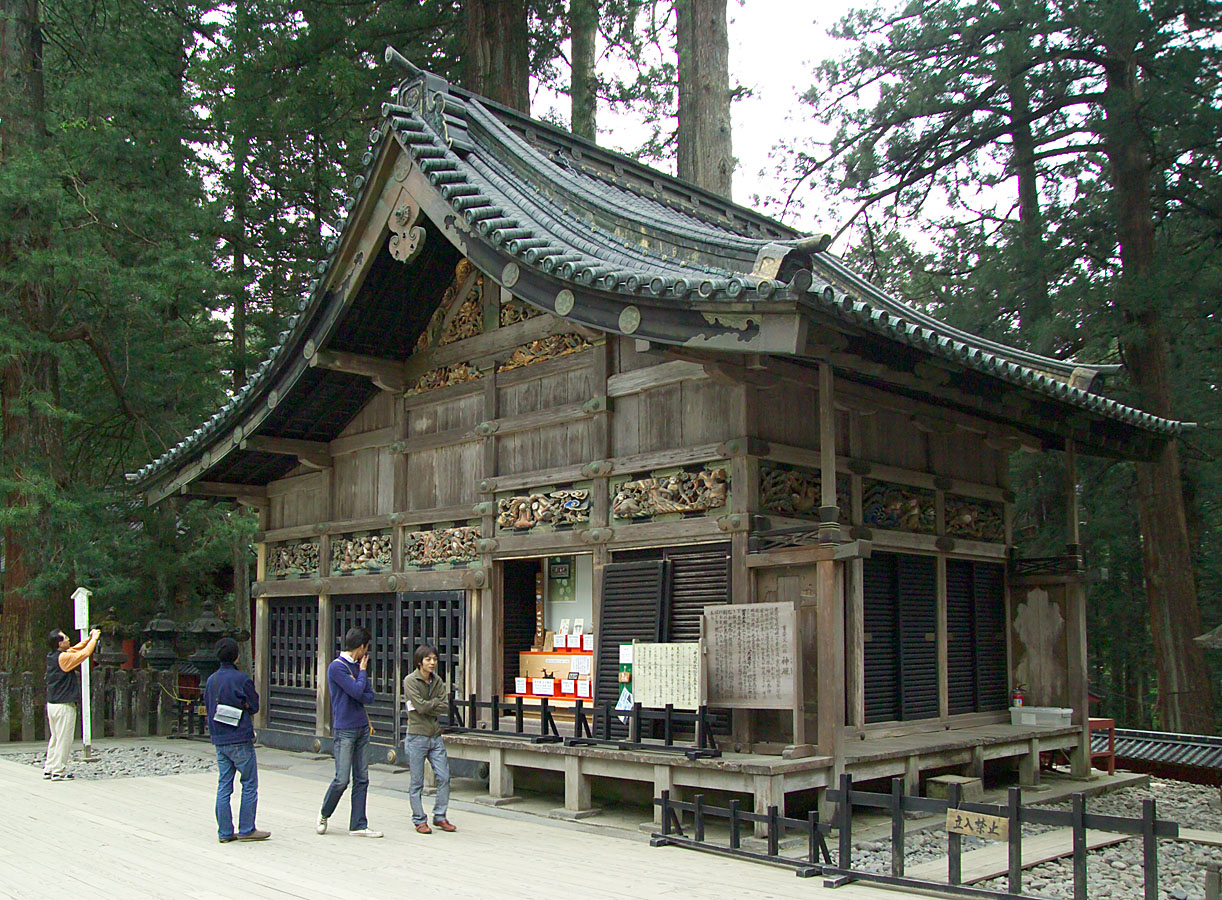
Der heilige Pferdestall
Die berühmte Schnitzerei der drei Affen an der Fassade des heiligen Pferdestalls
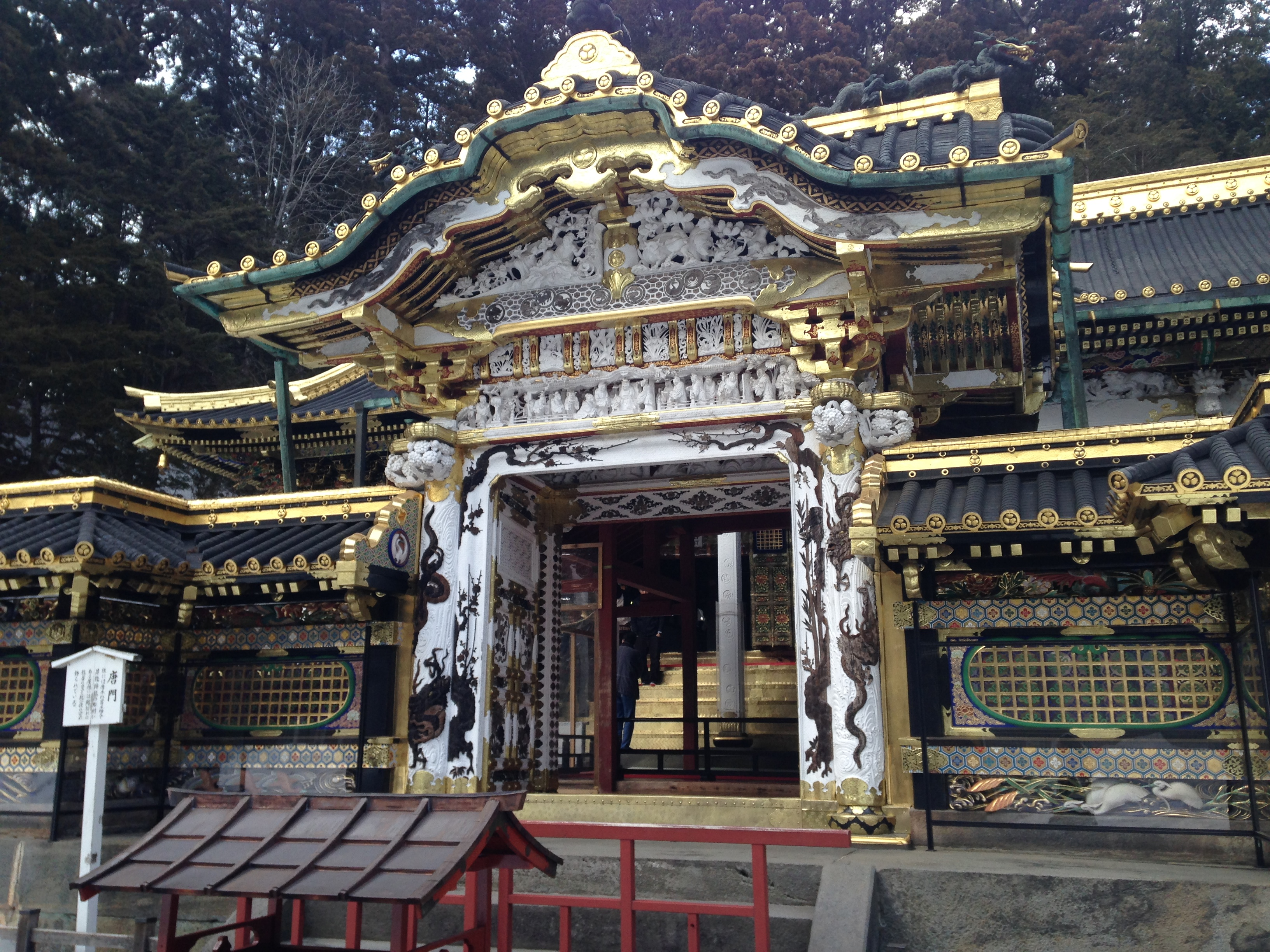
Karamon, dahinter Honden und Haiden
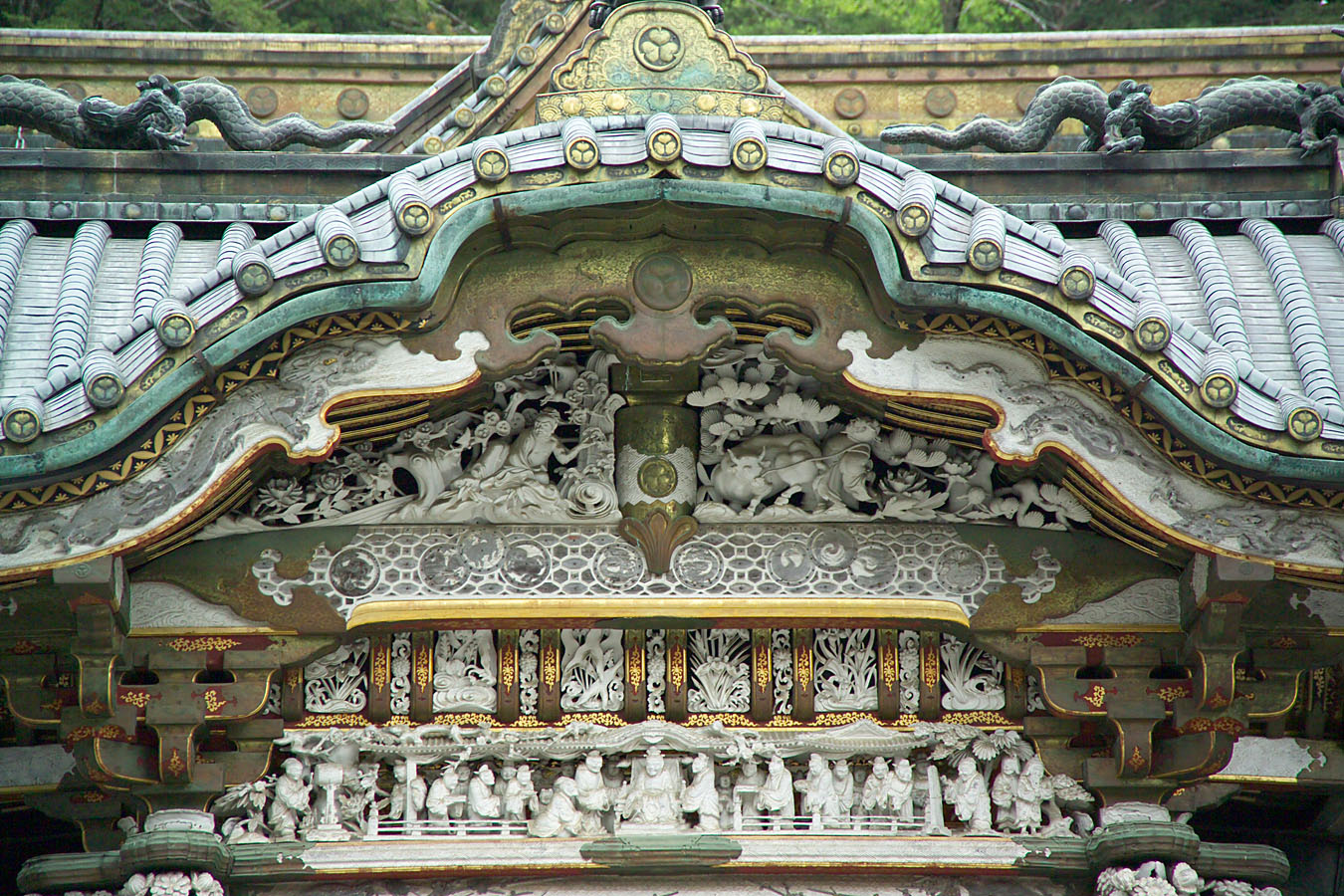
Verzierungen am Karamon
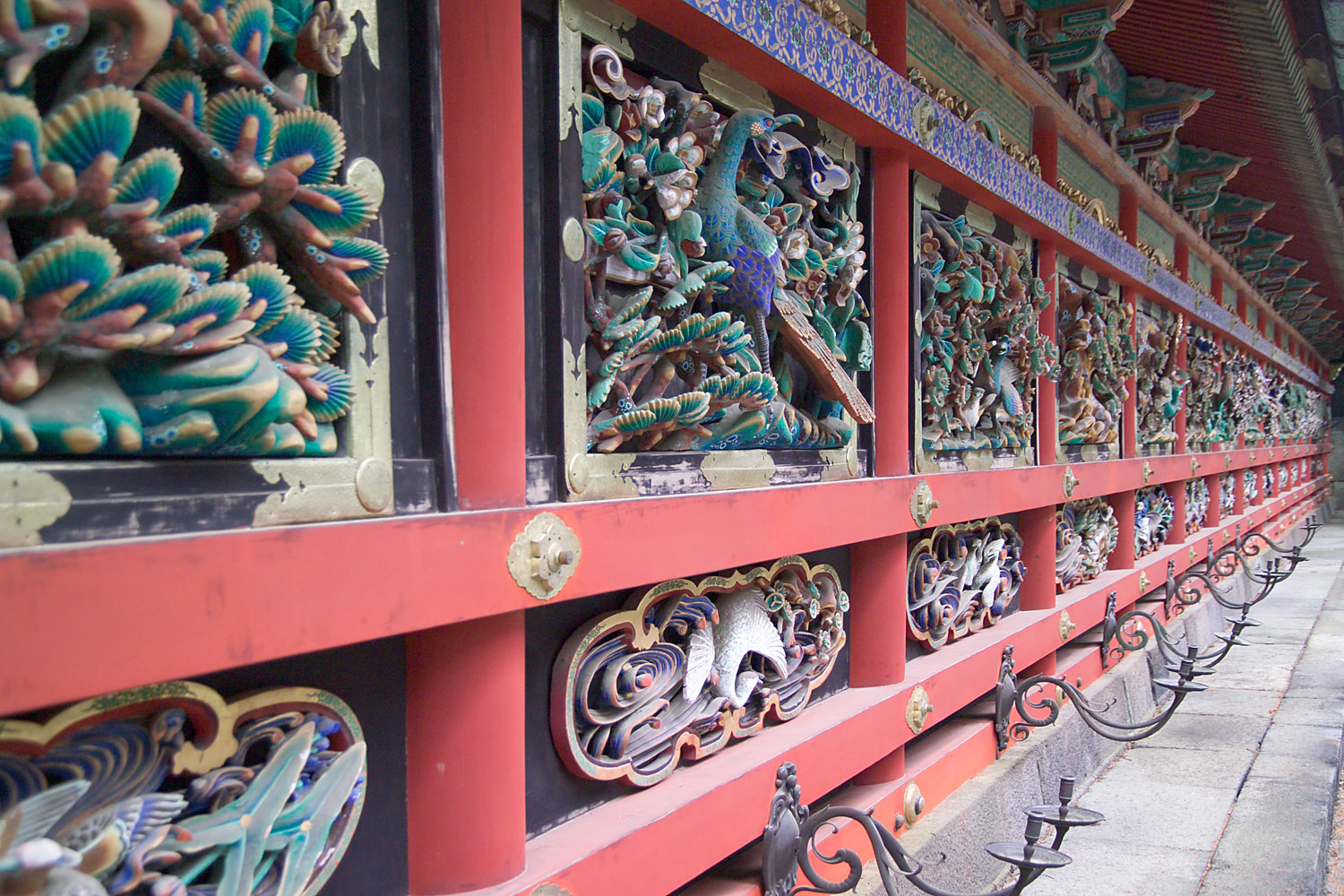
Detailaufnahme der Schnitzereien der Rundgänge
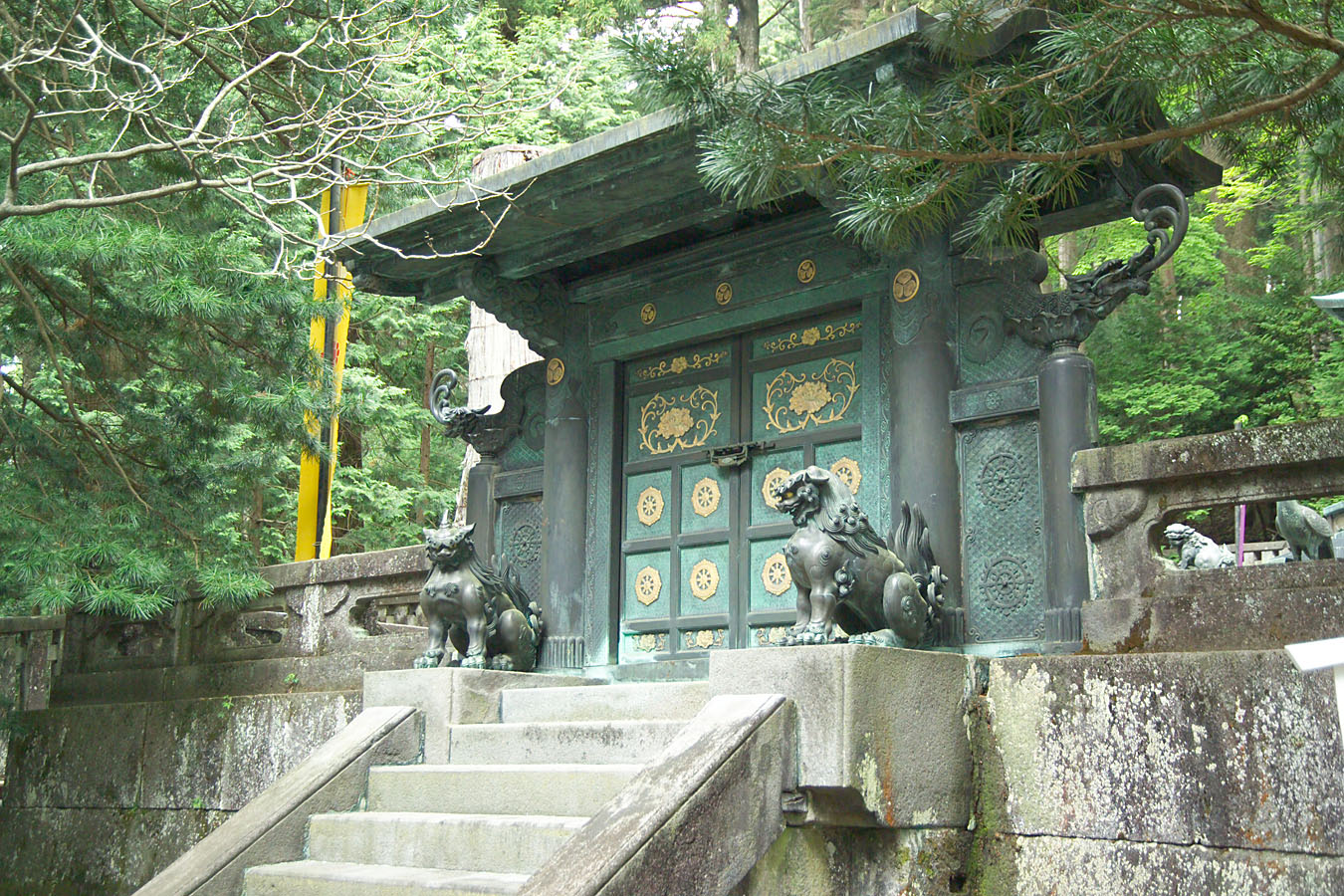
Das innerste Torii besteht aus Metall
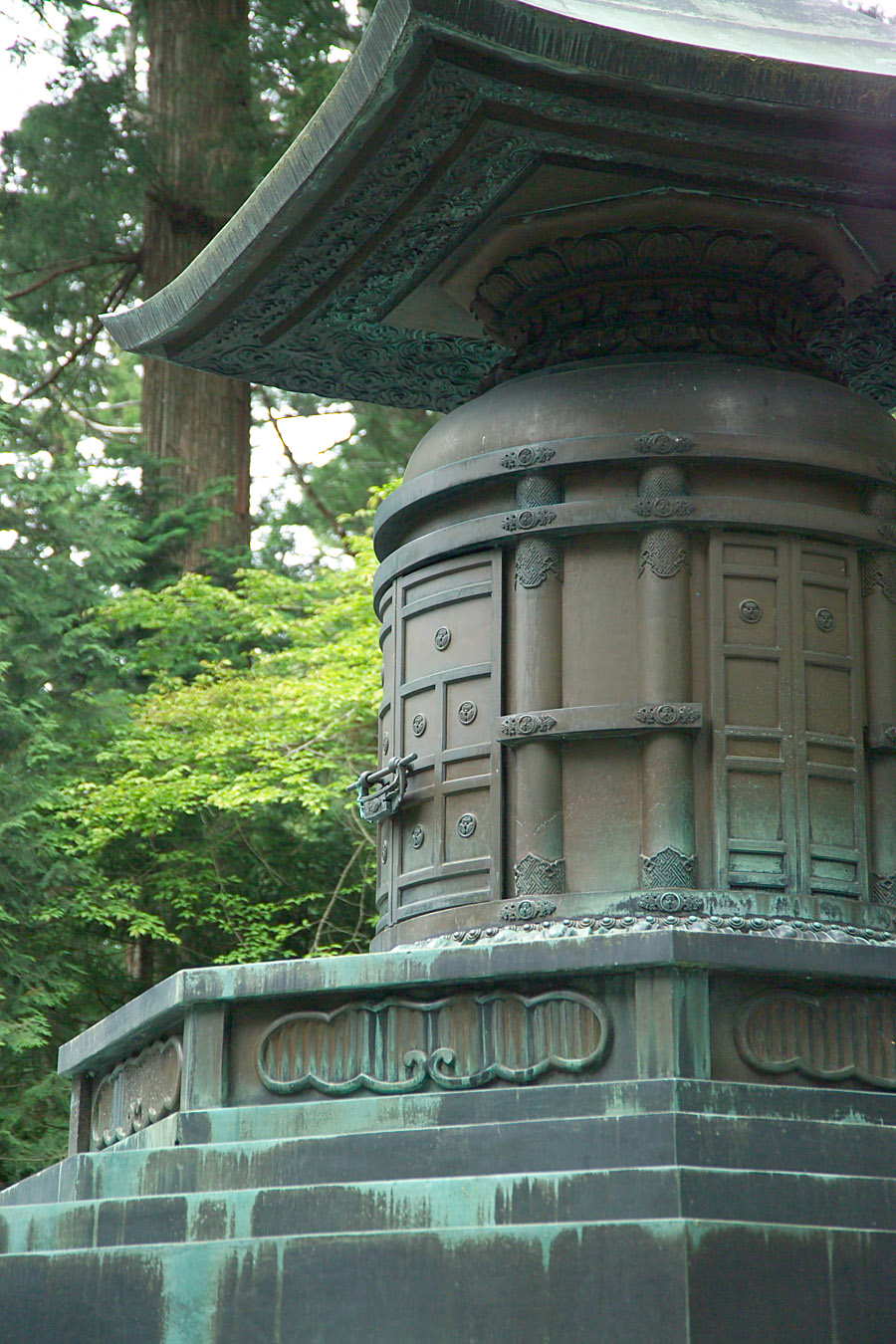
Okusha Hōtō mit Ieyasus Urne
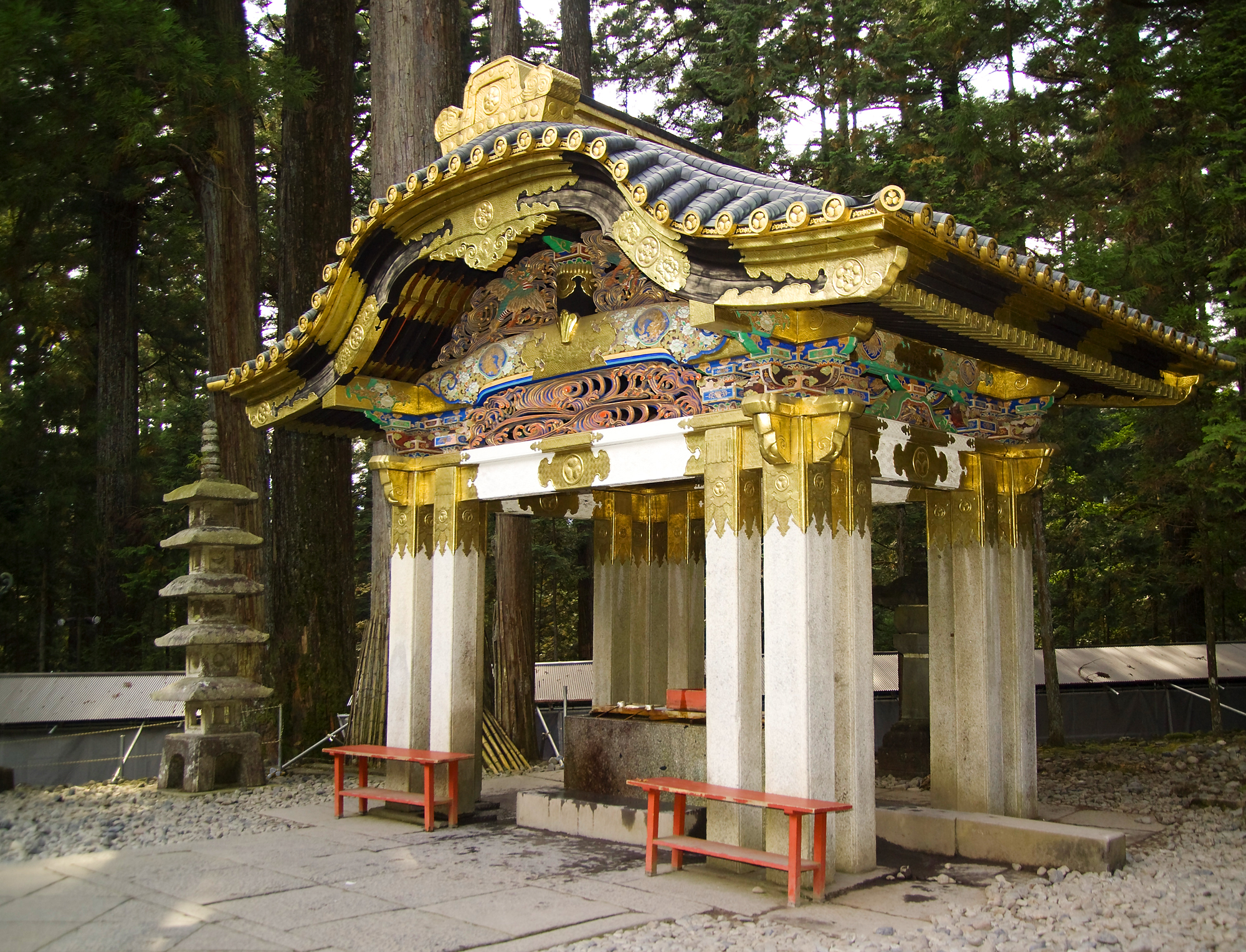
Wasserbecken
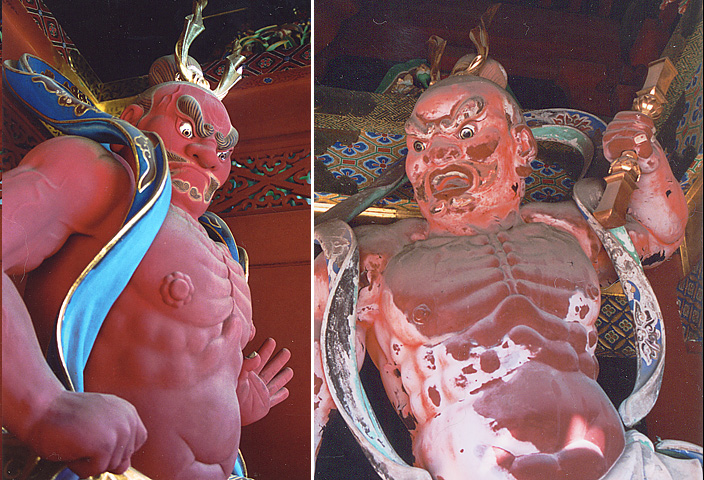
Niō